# Screen Actors Guild Award for Outstanding Performance by a Male Actor in a Miniseries or Television Movie
Screen Actors Guild Award for Outstanding Performance by a Male Actor in a Miniseries or Television Movie er en award, som uddeles af Screen Actors Guild, for at ære den flotteste skuespiller-præsentation, som bedste mandlig skuespiller i mini-serie eller TV-film.

## Vindere og nominerede

### 1990'erne
1994: Raul Julia, The Burning Season 
- Gary Sinise, The Stand
- Forest Whitaker, The Enemy Within
- John Malkovich, Heart of Darkness
- James Garner, The Rockford Files: I Still Love L.A.

1995: Gary Sinise, Truman 
- Tommy Lee Jones, The Good Old Boys
- James Garner, The Rockford Files: A Blessing in Disguise
- Alec Baldwin, A Streetcar Named Desire
- Laurence Fishburne, The Tuskegee Airmen

1996: Alan Rickman, Rasputin 
- Armand Assante, Gotti
- Beau Bridges, Hidden in America
- Robert Duvall, The Man Who Captured Eichmann
- Ed Harris, Riders of the Purple Sage

1997: Gary Sinise, George Wallace 
- Jack Lemmon, 12 Angry Men
- George C. Scott, 12 Angry Men
- Ving Rhames, Don King: Only in America
- Sidney Poitier, Mandela and de Klerk

1998: Christopher Reeve, Rear Window 
- Charles S. Dutton, Blind Faith
- James Garner, Legalese
- Ray Liotta, The Rat Pack
- Ben Kingsley, The Tale of Sweeney Todd
- Stanley Tucci, Winchell

1999: Jack Lemmon, Tuesdays with Morrie 
- Patrick Stewart, A Christmas Carol
- George C. Scott, Inherit the Wind (posthumous)
- Peter Fonda, The Passion of Ayn Rand
- Hank Azaria, Tuesdays with Morrie

### 2000'erne
2000: Brian Dennehy, Death of a Salesman 
- James Woods, Dirty Pictures
- John Lithgow, Don Quixote
- Danny Glover, Freedom Song
- Alec Baldwin, Nuremberg
- Brian Cox, Nuremberg

2001: Ben Kingsley, Anne Frank: The Whole Story 
- Gregory Hines, Bojangles
- Alan Alda, Club Land
- Richard Dreyfuss, The Day Reagan Was Shot
- James Franco, James Dean

2002: William H. Macy, Door to Door 
- Albert Finney, The Gathering Storm
- Brad Garrett, Gleason
- Sean Hayes, Martin and Lewis
- John Turturro, Monday Night Mayhem

2003: Al Pacino, Angels in America 
- Justin Kirk, Angels in America
- Jeffrey Wright, Angels in America
- Forest Whitaker, Deacons for Defense
- Paul Newman, Our Town

2004: Geoffrey Rush, The Life and Death of Peter Sellers 
- Barry Pepper, 3: The Dale Earnhardt Story
- Jon Voight, The Five People You Meet in Heaven
- Jamie Foxx, Redemption: The Stan Tookie Williams Story
- William H. Macy, The Wool Cap

2005: Paul Newman, Empire Falls 
- Ed Harris, Empire Falls
- Ted Danson, Knights of the South Bronx
- Christopher Plummer, Our Fathers
- Kenneth Branagh, Warm Springs

2006: Jeremy Irons, Elizabeth I 
- Thomas Haden Church, Broken Trail
- Robert Duvall, Broken Trail
- William H. Macy, Nightmares and Dreamscapes
- Matthew Perry, The Ron Clark Story

2007: Kevin Kline, As You Like It
- Michael Keaton, The Company
- Oliver Platt, The Bronx is Burning
- Sam Shepard, Ruffian
- John Turturro, The Bronx is Burning

2008: Paul Giamatti – John Adams 
- Ralph Fiennes – Bernard and Doris
- Kevin Spacey – Recount
- Kiefer Sutherland – 24: Redemption
- Tom Wilkinson – John Adams

2009 – Kevin Bacon – Taking Chance
- Cuba Gooding, Jr. – Gifted Hands: The Ben Carson Story
- Jeremy Irons – Georgia O'Keeffe
- Kevin Kline – Great Performances: Cyrano de Bergerac
- Tom Wilkinson – A Number

### 2010'erne
2010 – Al Pacino – You Don't Know Jack
- John Goodman – You Don't Know Jack
- Dennis Quaid – The Special Relationship
- Édgar Ramírez – Carlos
- Patrick Stewart – Macbeth

2011 – Paul Giamatti – Too Big to Fail som Ben Bernanke
- Laurence Fishburne – Thurgood som Thurgood Marshall
- Greg Kinnear – The Kennedys som John F. Kennedy
- Guy Pearce – Mildred Pierce som Monty Beragon
- James Woods – Too Big to Fail som Richard Fuld